# Daniela Catrileo
Catrileo  Cordero est un nom espagnol. Le premier nom de famille, en général paternel, est Catrileo ; le second, en général maternel, souvent omis, est Cordero.
Daniela Catrileo Cordero (Santiago du Chili ou San Bernardo, 1987) est une écrivaine et poétesse chilienne d'origine mapuche champurria, professeure de philosophie et féministe. Elle est membre fondatrice de Rangiñtulewfü, collectif mapuche de la diaspora champurria, elle fait partie de l'équipe éditoriale de la revue Yene et codirige la Revue de Littérature Mapuche Traytrayko.
En 2019 et en 2024 elle reçoit le prix municipal de littérature de Santiago pour son livre de poésie Guerra florida et le roman Chilco, respectivement.

## Biographie

### Vie personnelle et études
Daniela Catrileo Cordero naît au Chili, à Santiago ou San Bernardo, en 1987,. Sa famille paternelle vient d'une communauté mapuche de Nueva Imperial, dans la région de l'Araucanie et son grand-père paternel déménage pour la capitale dans les années 1970. Sa mère n'est pas mapuche. Daniela Catrileo grandit à San Bernardo, où ses parents ont accédé à un logement social. Elle habite toute sa vie à Santiago jusqu'à son déménagement à Valparaíso en 2021,.
Enfant, elle s'intéresse à la littérature, et au collège, elle participe à des ateliers et des événements autour de l'écriture,,. Pour ses 12 ans, sa mère lui offre une machine à écrire,,.
Après avoir terminé le collège, elle ne pensait pas faire d'études supérieures (pour lesquelles elle n'avait pas non plus les moyens suffisants) et elle a pendant deux ans divers métiers (vendeuse, secrétaire, caissière, etc.).
À l'âge de 19 ans, la découverte du harcèlement vécu par son père à son arrivée à Santiago, qui l'amène a arrêter de parler mapudungun, combiné avec la mort d'un proche dans le sud après un affrontement avec des carabiniers, réveille son intérêt pour la représentation des peuples originaires du Chili dans les médias de masse et la discrimination envers les mapuches,.
Catrileo étudie une licence en éducation et pédagogie en philosophie à l'université métropolitaine des sciences de l'éducation. Elle est diplômée en journalisme culturel, édition et critique de livres de l'université du Chili et possède un magister en esthétiques américaines de l'université pontificale catholique du Chili.
En 2011, elle reçoit une bourse de la fondation Pablo Neruda,.

### Carrière artistique et professionnelle
Pendant son adolescence et avant d'entrer à l'université, elle fait partie de divers espaces comme le centre culturel Manuel Rojas, Balmaceda Arte Joven, et Caja Negra, au sein desquels elle participe à des concerts, des performances et des déclamations de poésie. Elle fonde aussi le collectif Florerito quebrado (vase brisé en français), avec lequel elle réalise des interventions où on brise un vase, où on lit de la poésie et où on joue de la musique. Lorsqu'elle commence ses études de philosophie, elle écrit déjà et s'auto-édite.
Son premier livre de poésie, Río herido (Rivière blessée en français) (Edicola, 2016), est une traduction de son nom du mapudungun : Catrileo vient de « katrün lewfü » qui signifie « rivière coupée ». Il s'inspire de conversations avec son père et son grand-père sur leurs histoires et leurs mémoires, en particulier de migration.
En 2019, son livre Guerra florida (Guerre fleurie en français) (Del Aire, 2018, écrit en castillan et en mapudungun) reçoit le prix municipal de littérature de Santiago dans la catégorie poésie. Elle est la quatrième poétesse mapuche à recevoir cette distinction.
Son livre de récits Piñen (2019) raconte à travers trois histoires les stéréotypes de genre, la violence domestique, le racisme envers les personnes mapuche et les inégalités sociales. Il reçoit le prix meilleures œuvres littéraires publiées en 2020.
En 2023, Daniela Catrileo participe à la première foire du livre mapuche-huilliche. La même année, elle publie son premier roman, Chilco, qui reçoit le prix municipal de littérature de Santiago. Le roman raconte la révolte avortée des habitants d'une ville contre les abus d'une entreprise immobilière. Catrileo raconte que le roman lui a été inspiré par une odeur, et qu'elle a commencé à l'écrire alors qu'elle travaillait sur un autre projet de roman et sur une thèse. En décembre 2024, Chilco est mentionné par le projet culturel « Service 95 » de la chanteuse Dua Lipa, qui indique qu'il s'agirait du premier roman d'une personne mapuche à être traduite en anglais.
En 2024, Catrileo publie l'essai Sutura de las aguas. Un viaje especulativo sobre la impureza (en français Suture des eaux. Un voyage spéculatif sur l'impureté), que rassemble à partir de documents historiques la signification et les origines du mot champurria.
Dans le champ de la performance et de l'audiovisuel, elle réalise le projet Nampülwangulenfe / Mapunauta (2018) en collaboration avec l'artiste Nicole L’Huillier. Son œuvre audiovisuelle Llekümün (2020), propose une réflexion sur la diaspora mapuche et reçoit le premier prix à l'AX: Rencontre des Cultures Indigènes et Afrodescendantes. Catrileo raconte que pour cette œuvre elle s'est inspirée de sa grand-mère paternelle, qu'elle n'a pas connue.
Daniela Catrileo est aussi professeure de philosophie, et en 2022, elle est la première personne mapuche à rejoindre le conseil national de télévision,.

### Militantisme
Catrileo envisage l'écriture comme une façon de prendre position sur le plan politique et sur le plan esthétique, comme membre du peuple mapuche.
Elle est membre fondatrice du collectif mapuche de la diaspora champurria Rangiñtulewfü (intégré aussi par les artistes Seba Calfuqueo, Paula Baeza Pailamilla et Paula Coñoepan, les linguistes Simona Mai et Javiera Quiroga, et le journaliste Ange Cayumán), qui cherche à diffuser l'art créé par des personnes mapuches et articuler politiquement le peuple mapuche avec d'autres peuples opprimés (peuples originels, communautés afrodescendantes et de la diaspora),.
À partir du collectif Rangiñtulewfü , naît la revue Yene, dont Catrileo fait partie de l'équipe éditoriale.
Catrileo se définit comme féministe et malgré le fait que le collectif Rangiñtulewfü soit né avec un objectif mapuche-féministe, avec le temps plusieurs membres décident de se positionner seulement seulement comme mapuches et plus comme féministes, en raison de la difficulté de cette double définition. Daniela Catrileo se réclame d'un féminisme intersectionnel et invite à une réflexion sur le féminisme blanc et occidental et à visibiliser un féminisme latinoaméricain décolonial, qui inclue aussi le colonialisme et l'extractivisme.
Par ailleurs, Daniela Catrileo édite avec Ange Cayumán la revue bilingue Traytrayko.

## Œuvres

### Poésie et contes
- Cada vigilia, plaquette, 2007[19].
- Niñas con palillos, Santiago de Chile, Balmaceda Arte Joven Ediciones, 2014 (ISBN 9789568340193) coautrice avec Constanza Marchant, Julieta Moreno et Catalina Espinoza.
- Río herido, Santiago de Chile, Edicola, 2016 (ISBN 9789569277375) Poésie.
- Invertebrada, Zurich, LUMA Foundation, 2017 (ISBN 978-1-387-06476-2). Fait partie de la série Poetry will be made by all!.
- Guerra florida - Rayülechi malon, Santiago de Chile, Del Aire Editores, 2018 (ISBN 9789569038341)
- Piñen, Santiago de Chile, Libros del Pez Espiral, 2019 (ISBN 9789569147739)
- Las aguas dejaron de unirse a otras aguas. plaquette, Santiago de Chile: Pez Espiral. 2020.
- El territorio de viaje, Edicola, 2022 (ISBN 9789569277511) Plaquette, poésie. Édition bilingue mapudungun - espagnol.
- Todas quisimos ser el sol. Santiago de Chile: Las Guachas. 2023.

### Audiovisuel
- Mari Pura Warangka Küla Pataka Mari Meli: 18.314 (2018)
- Pura Mari Kayu (2018)
- Acción Iñche Ta Malon, à partir de son livre Guerra Florida
- Nampülwangulenfe / Mapunauta (2018) en collaboration avec l'artiste Nicole L’Huillier
- Llekümün (2021)
- La escritura del río (2021)

### Anthologie
- Wirintukun ti Kalül, 2018
- Allkütun, feymew kimün epewün, Santiago de Chile, Daniela Ester Catrileo Cordero, 2022 (ISBN 978-956-410-534-5, lire en ligne)

### Roman
- Chilco, Chile, Seix Barral, 2023 (ISBN 9789566173786)

### Essai
- Sutura de las aguas. Un viaje especulativo sobre la impureza. Santiago de Chile: Kikuyo. 2024. ISBN N/A

## Prix et distinctions
- Boursière de la Fondation Pablo Neruda 2011.
- Boursière création littéraire attribué par le Conseil National de la Culture et des Arts 2012 et 2016[10].
- Prix Jeunes Talents 2014 attribué par la Fondation Mustakis et Balmaceda Art Jeune
- Prix Municipale de Littérature de Santiago 2019 par Guerre florida. Rayülechi malon[10].
- Prix Meilleures Œuvres Littéraires Publiées, Catégorie je raconte, 2020 par Piñen[10],[20].
- Première place de l'AX: Rencontre des Cultures Indigènes et Afrodescendantes pour Llekümün, 2020[2]
- Prix Municipal de Littérature de Santiago 2024 pour Chilco.